# Дипан (фильм)
«Дипан» (фр. Dheepan) — фильм-драма французского режиссёра Жака Одиара, снятый в 2015 году. Сюжет частично основан на сатирическом романе Шарля-Луи де Монтескьё «Персидские письма». Фильм удостоен «Золотой пальмовой ветви» Каннского кинофестиваля 2015 года. В главных ролях задействованы непрофессиональные актёры: Джесутасан Антонитасан — в самом деле бывший «тамильский тигр», уехавший в Европу и ставший писателем. Автор саундтрека — американский электронный музыкант Николас Джаар.

## Сюжет
Фильм рассказывает о трёх тамильских беженцах из Шри-Ланки, перебравшихся в Париж. Боевик-сепаратист из «Тамильских тигров», потерявший жену и детей, и оставшиеся без дома женщина с девочкой, выдают себя за семью, чтобы получить политическое убежище. Дипан — объединяющая их новая фамилия, которая записана в фальшивых документах.

## В ролях
- Джесутасан Антонитасан — Дипан
- Калиеасвари Сринивасан — Ялини
- Клодин Винаситамбу — Иллаяль
- Венсан Ротье — Брагим
- Фаузи Бенсаиди — месье Хабиб
- Марк Зинга — Юссуф
- Басс Дем — Аззиз

## Награды и номинации
- 2015 — приз «Золотая пальмовая ветвь» Каннского кинофестиваля.
- 2016 — 9 номинаций на премию «Сезар»: лучший фильм (Паскаль Кошето, Грегуар Сорла, Жак Одиар), лучший режиссёр (Жак Одиар), лучший оригинальный сценарий (Жак Одиар, Тома Бидеген, Ноэ Дебре), лучший актёр (Джесутасан Антонитасан), лучший актёр второго плана (Венсан Ротье), лучшая операторская работа (Эпонина Моменсо), лучшая работа художника-постановщика (Мишель Бартелеми), лучший монтаж (Жюльетта Вельфлинг), лучший звук (Даниэль Собрино, Валери Делоф, Сирил Хольц).
- 2016 — две номинации на премию «Люмьер»: лучший фильм (Жак Одиар), лучший режиссёр (Жак Одиар).
- 2016 — номинация на премию «Магритт» за лучшую мужскую роль второго плана (Марк Зинга).
- 2016 — номинация на премию «Аманда» за лучший иностранный фильм.
- 2017 — номинация на премию BAFTA за лучший фильм на иностранном языке.